# إيفانغيلين راسيل
إيفانغيلين راسيل (بالإنجليزية: Evangeline Russell)‏ هي ممثلة أمريكية، ولدت في 18 أغسطس 1902 في مانهاتن في الولايات المتحدة، وتوفيت في 22 فبراير 1966 في لوس أنجلوس في الولايات المتحدة.

## وصلات خارجية
- إيفانغيلين راسيل على موقع IMDb (الإنجليزية)
- إيفانغيلين راسيل على موقع قاعدة بيانات الفيلم (الإنجليزية)